# Werturteilsstreit
La controversia del juicio de valor (alemán: Werturteilsstreit) es una Methodenstreit, una disputa en la sociología y economía alemanas, en torno a la cuestión si las ciencias sociales son un enunciado normativo obligatorio en política y sus medidas aplicadas en acciones políticas, y si sus medidas pueden justificarse científicamente.
La disputa tuvo lugar en los años previos a la Primera Guerra Mundial, entre los miembros de la Verein für Socialpolitik. Las principales oponentes fueron Max Weber, Werner Sombart y Gustav Schmoller.
El Zweiter Werturteilsstreit es el debate entre los partidarios de la Escuela de Fráncfort y el  Kritischer Rationalismus durante la década de 1960, más conocido como Disputa de positivismo.